# Michel Guérard
Michel Guérard (Vétheuil, 27 marzo 1933 – Eugénie-les-Bains, 19 agosto 2024) è stato un cuoco, scrittore e imprenditore francese, uno dei fondatori della nouvelle cuisine e inventore della cuisine minceur.

## Biografia
Guérard fu tirocinante presso la pasticceria di Kleber Alix, a Mantes-la-Jolie. Lavorò in numerosi ristoranti parigini, tra cui Maxim e nel 1958 vinse il Meilleur Ouvrier de France Patisserie, durante il periodo come pasticcere presso l'Hôtel de Crillon. In seguito passò al celebre Le Lido. 
Nel 1965 Guérard aprì un ristorante a Parigi chiamato Le Pot-au-Feu, che nel 1967 gli fece conferire la sua prima stella Michelin. Il locale ricevette una seconda stella nel 1971 ed ebbe successo fino a quando non fu obbligatoriamente acquistato ai fini di un ampliamento stradale. 
Nel 1972 Guérard conobbe Christine Barthelemy, figlia del fondatore del marchio cosmetico Biotherm e proprietaria di una catena di Spa e hotel. Si sposarono nel 1974 e si trasferirono a Eugénie-les-Bains, dove lei prese in gestione uno dei centri benessere più piccoli della sua famiglia, con annesso un hotel termale e dove lui aprì il suo ristorante. Guérard inventò uno stile culinario, il minceur, un tipo di cucina salutare progettata per i parigini attenti alla salute. Nel 1977 il suo primo ristorante ricevette tre stelle Michelin e tutte le sue proprietà in Eugénie ottennero molto successo, trasformando il piccolo paese in una destinazione turistica importante.
Nel 1983 Christine e Michel acquistarono lo Château de Bachen, piantando nuovi vigneti e facendo il loro primo raccolto nel 1988.
Morì nella sua casa di Eugénie-les-Bains il 19 agosto 2024 all'età di 91 anni.

## Opere
- La grande cuisine minceur, con Alain Coumont, Éditions Robert Laffont (1976)
- La cuisine gourmande, Éditions Robert Laffont (1978)
- Petit almanach des inventeurs improbables et méconnus, con Jean-Paul Plantive, Ginkgo éditeur (2003)
- L'almanach des petits mestiers improbables, con Jean-Paul Plantive, Ginkgo éditeur (2004)
- Petit almanach des plantes improbables et merveilleuses, con Jean-Paul Plantive, Ginkgo éditeur (2005)
- La Cuisine très facile, Recettes pour débutants ou maladroits, Ginkgo éditeur (2006)

## Onorificenze
- Cavaliere della Legione d'Onore
- Cavaliere dell'Ordine delle Arti e delle Lettere
- Cavaliere dell'Ordine nazionale al merito
- Cavaliere dell'Ordine al merito agricolo